# Kenneth T. Ham
Kenneth T. Ham, född 12 december 1964 i Plainfield, New Jersey, är en amerikansk astronaut uttagen i astronautgrupp 17 den 4 juni 1998.
Ham gjorde sin första rymfärd i juni 2008 som pilot på STS-124 med rymdfärjan Discovery till ISS med en japansk modul och en japansk robotarm till rymdstationen.
År 2010 var han befälhavare på STS-132 som transporterade en rysk modul till ISS. Rymdfärjan Atlantis sköts upp den 14 maj och landade den 26 maj efter 186 varv kring jorden.
Han bor med sin andra fru och har två barn.

## Rymdfärder
- Discovery - STS-124
- Atlantis - STS-132